# Баратай
Баратай (каз. Баратай) — село в Зерендинском районе Акмолинской области Казахстана. Входит в состав Сарыозекского сельского округа. Код КАТО — 115677300.

## География
Село расположено на северо-западе района, в 66 км на северо-запад от центра района села Зеренда, в 11 км на север от центра сельского округа села Акан. Севернее села имеется одноименное озеро.

### Улицы[2]
- ул. Аксу,
- ул. Жастар,
- ул. Тауелсиздик,
- ул. Уялы,
- ул. Шагалалы.

### Ближайшие населённые пункты
- село Уголки в 6 км на юге,
- село Жумысшы в 11 км на севере,
- село Лавровка в 16 км на северо-западе.

## Население
В 1989 году население села составляло 416 человек (из них казахов 100%).
В 1999 году население села составляло 434 человека (226 мужчин и 208 женщин). По данным переписи 2009 года, в селе проживало 345 человек (177 мужчин и 168 женщин).
| Численность населения | Численность населения | Численность населения |
| 1989                  | 1999                  | 2009                  |
| --------------------- | --------------------- | --------------------- |
| 416                   | ↗434                  | ↘345                  |

## Известные жители и уроженцы
- Алькибаев, Мантай Сарсенович (род. 1936) — Герой Социалистического Труда.